# 甘德维
甘德维（Gandevi），是印度古吉拉特邦Navsari县的一个城镇。总人口15843（2001年）。

## 人口
该地2001年总人口15843人，其中男性7980人，女性7863人；0—6岁人口1544人，其中男755人，女789人；识字率76.64%，其中男性为81.29%，女性为71.92%。